# Premissza
A premissza előzmény, alapinformáció, kiindulópont. A logikában az érveléshez tartozó állítások két csoportra oszthatóak: konklúzióra és premisszára. A konklúzió az érvelés bizonyítandó tétele, az az állítás, amely az érvelés többi állításából következik. A premisszák, vagyis az érvek hivatottak alátámasztani a konklúziót, bizonyítják azt, vagy maguk után vonják igazságát. Egy érvelésben akármennyi premissza lehet, de általában csak egy konklúzió. Összetett érvelések esetében egy állítás egyszerre szolgálhat egy érvelés konklúziójaként és egy másik premisszájaként. Ilyenkor az érvelés részérvelésekből áll.
A ki nem mondott premisszák – illetve konklúziók – az érvelés lényeges elemei. Ezeket rejtett (implicit) premisszáknak nevezik: olyan állítások, amelyekkel a hallgatónak kell az érvelést kiegészítenie. Sokszor épül az érvelés közhelyes igazságokra – ilyenkor teljesen természetes, ha a premisszát kihagyják (ún. enthümematikus érvelés). 
Példa:
„Semmiképpen sem a gazdagok játékszere a TBSZ, az átlagos megtakarítás ugyanis 2,8 millió forint”
Az első tagmondatban foglalt következtetés két premisszából van levonva, amelyek egyike nincs kimondva (azaz implicit): jelesül, hogy „aki 2,8 millió forintot takarít meg, az (még) nem gazdag.” A konklúzió csak akkor tekinthető helytállónak, hogyha (hallgatólagosan) ezt az utóbbi premisszát is elfogadjuk.

## Premisszajelzők
A premisszák azonosítását nem csak formai, hanem tartalmi elemek is segítik, ezeket nevezzük premisszajelzőknek.
A leggyakoribb premisszajelző kifejezések:
- minthogy
- figyelembe véve, hogy...
- jelzi az is, hogy...
- ''abból kiindulva, hogy...
- annak alapján, hogy...
- arra támaszkodva, hogy...
- azon az alapon, hogy...
- mert
- amennyiben látva, hogy...
- annak következtében, hogy...
- alapul véve, hogy...
- elfogadva, hogy...
- mivel
- amiatt, hogy...
- azáltal, hogy...
- belátva, hogy...
- annak folyamataként, hogy...

## Vezető kérdések
A premisszák megtalálását, felismerését segíthetik bizonyos vezető kérdések, amelyek megkönnyítik a szöveg értelmezését.
Például:
- Mely állítások hivatottak alátámasztani a konklúziót?
- Milyen érvek szólnak a tétel mellett?
- Mi bizonyítja az állítást?
- Miért kellene elfogadni a szerző véleményét?
- Milyen indokai vannak a szerzőnek?
- Miből következik a konklúzió?
- Milyen adatokat, tényeket, érveket sorakoztat fel a szerző?
- Milyen fontos kimondatlan állításokon, előfeltevéseken nyugszik az érvelés?

## Performatív kifejezések
Ha a mondatok kiejtésével beszédcselekvéseket hajtunk végre, akkor beszélünk performatívumokról (például ilyen az ígéret, bocsánatkérés). Ezek premisszajelzőként is szolgálhatnak.
Például:
- elfogadom, megadom, megengedem, elismerem, hogy...
- az alábbi érveket hozom fel, az alábbi érvek szólnak álláspontom mellett: elsőként az, hogy...

## A premisszák csoportosítása
- Csatolt premisszák:

Pl. "Mivel süt a nap (P1), és ki kell mennem az utcára (P2), napszemüveget veszek (K)."
Együttesen támasztják alá a konklúziót. Sem az egyik, sem a másik nem lenne elég önmagában a konklúzió alátámasztásához. Rejtett premissza is található benne: "nem szeretem, ha a szemembe süt a nap" (P3).
- Független premisszák:

Pl. "Nem megyek hozzád (K), mert szegény vagy (P1), utálod az operát (P2) és büdös a szád (P3)."
Mindegyik premissza önmagában, a többitől függetlenül támasztja alá a konklúziót.
- Lánc premisszák:

Pl. "Nem adok cigit (K), mert utálom a lejmolókat (P1), ugyanis a magántulajdon számomra alapvető érték (P2)."
A premisszák a konklúziót egymásnak alárendelve támasztják alá. Az egyik premissza, nem közvetlenül a konklúziót támasztja alá, hanem a konklúziót közvetlenül alátámasztó másik premisszát.